# Neufarn
Neufarn ist ein Gemeindeteil der Gemeinde Vaterstetten im Landkreis Ebersberg (Regierungsbezirk Oberbayern, Bayern).

## Geschichte
Neufarn wurde im 13. Jahrhundert zum ersten Mal erwähnt. Der Ort besteht aber sicherlich schon länger. Frühere Bezeichnungen für den Ort lauteten Neufahrn und Neufing. Der Ortsname lässt darauf schließen, dass hier eine „neue Fahrt“ (neue Straße) entstanden war. Die „alte Fahrt“ war die alte Römerstraße, die im Norden des Ortes lag und nah beim Nachbarort Angelbrechtig. Diese führte von Augsburg nach Wels.

## Lage
Neufarn liegt östlich von München in der Nähe der Bundesautobahn 94 und bildet den Nordosten der Gemeinde Vaterstetten. Durch die Ortschaft führt eine alte Salzstraße nach München, die später zur Bundesstraße 12, nach der Eröffnung der Autobahn zur Kreisstraße EBE 5 wurde. Der Ort liegt auf der Münchener Schotterebene. Jenseits des Neufarner Berges liegt östlich die Gemeinde und der Ort Anzing, südlich der Gemeindeteil Purfing, westlich Parsdorf und nördlich der zur Gemeinde Poing gehörende Ort Angelbrechting.

## Sehenswürdigkeiten

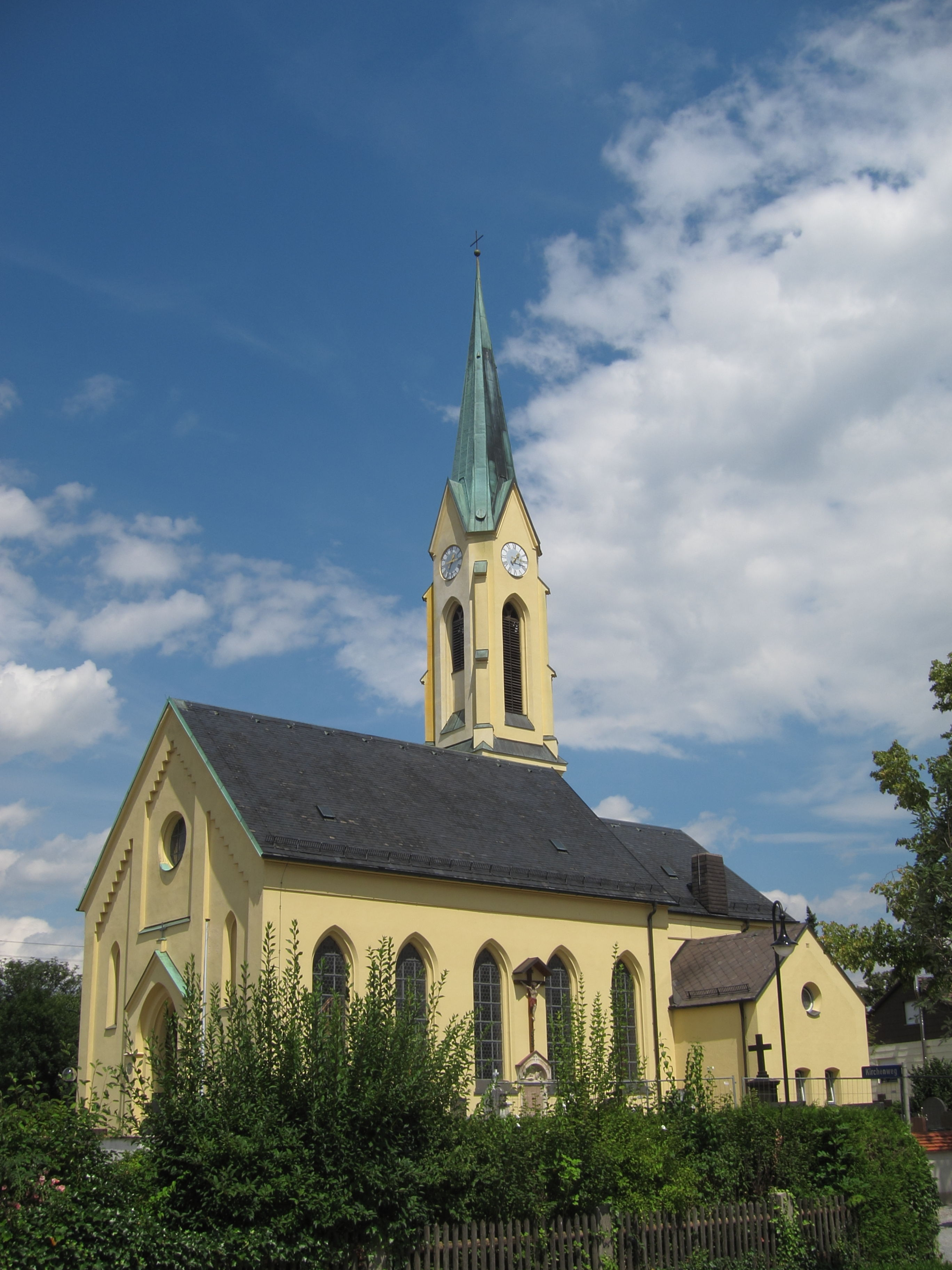
St. Peter und Paul

In den Jahren 1866 bis 1868 wurde die neugotische Kirche St. Peter und Paul (Neufarn) erbaut.
Zudem gibt es mit der Kapelle und dem Lukashaus zwei unter Denkmalschutz stehende Gebäude im Ort.
Zwischen den Gemeindeteilen Neufarn und Purfing liegt der kleine, künstlich angelegte Lindsee; dort befindet sich eine Kapelle, die auch „Lindseekapelle“ genannt wird.